# Luis Emilio Recabarren
Luis Emilio Recabarren Serrano (Valparaíso, 6 juillet 1876 - Santiago du Chili, 19 décembre 1924) est un homme politique chilien. Il est considéré comme l’un des pères du mouvement ouvrier au Chili.

## Biographie
Luis Emilio Recabarren naît le 6 juillet 1876 à Valparaíso dans une famille modeste d’origine basque. Il commence à travailler à l’âge de 14 ans comme typographe afin d’aider financièrement sa famille.
Il rejoint le Parti démocrate du Chili en 1894. Il se consacre d’abord à la vie politique de Valparaíso et devient directeur et rédacteur en chef du journal El Trabajo (Le Travail). La publication d’articles critiquant durement la politique gouvernementale en matière de travail lui vaudra huit mois de prison.
En 1905, il s’installe dans la ville minière d’Antofagasta, où il publie le journal La Vanguardia (« L’avant-guarde »).
Il est élu député sous l’étiquette du Parti démocrate en 1906. Il ne peut néanmoins pas exercer ses fonctions car il refuse de prêter serment sur la Bible au nom de son agnosticisme. 
De nouveau persécuté par la justice pour ses publications critiques envers le gouvernement, il choisit l’exil et part s’installer en Argentine, où il milite aux côtés du Parti socialiste. En 1908, il entame un voyage en Europe (Espagne, France, Belgique) et rentre au Chili à la fin de cette même année. Arrêté dès son retour, il restera 18 mois en prison.
Libéré en août 1910, il s’installe en 1911 à Iquique, ville minière spécialisée dans l’extraction du nitrate.

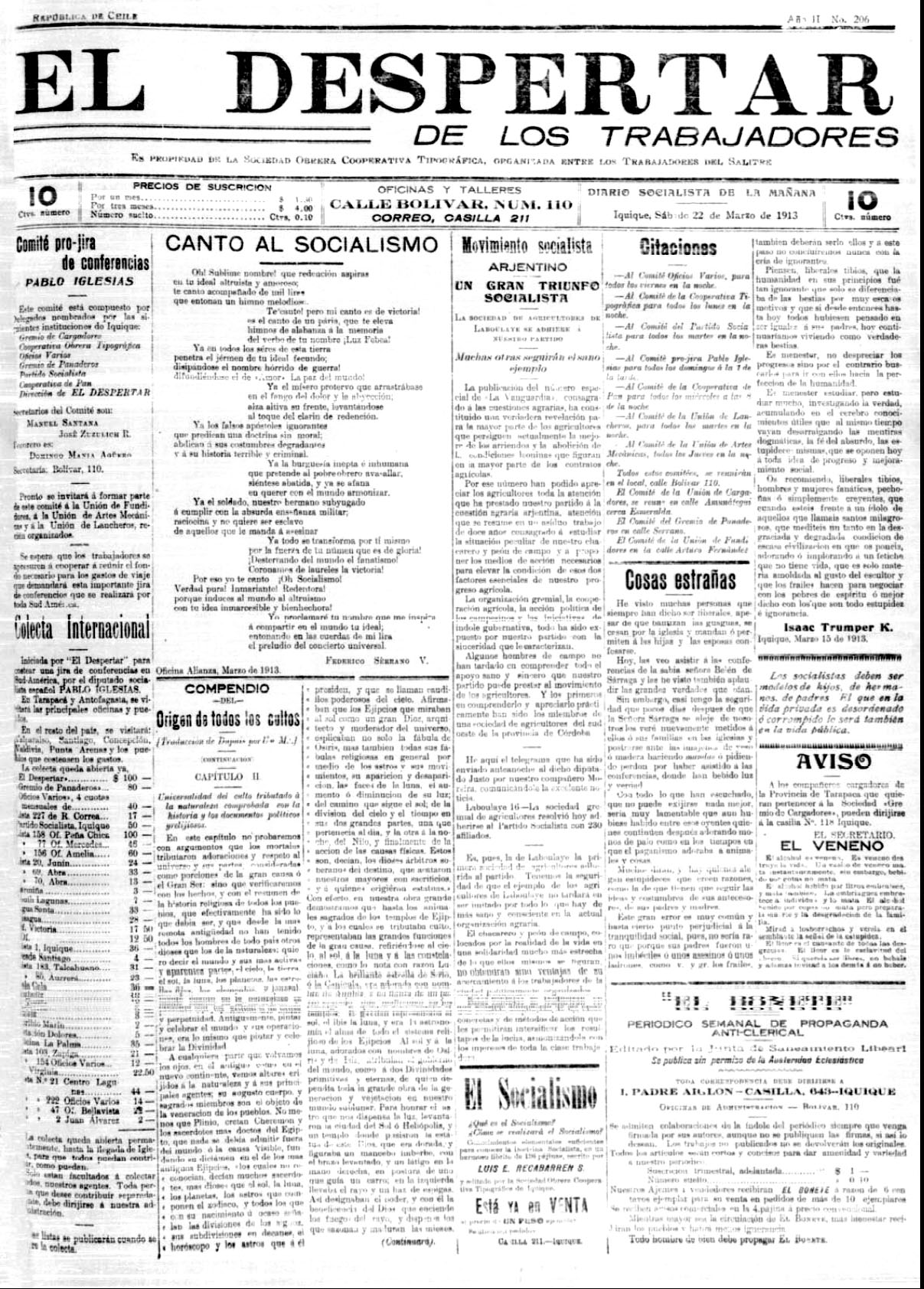
El Despertar de los Trabajadores, journal fondé par Luis Emilio Recabarren.

Afin de promouvoir ses idées socialistes, il fonde en mai 1912 le journal El Despertar de los Trabajadores (« L'Éveil des Travailleurs ») qui, malgré la censure et plusieurs interdictions, paraîtra jusqu’en 1926. En désaccord avec le Parti démocrate, il quitte ce parti et crée en juin 1912 avec une trentaine de travailleurs du nitrate le Parti ouvrier socialiste (POS).
Luis Emilio Recabarren retourne ensuite à Antofagasta, où il fonde le journal El Socialista (« Le Socialiste »). En 1915, il est candidat à la députation mais échoue, probablement à cause de fraudes électorales. Il réaménage alors à Valparaiso et entreprend en 1916 une tournée dans le sud du Chili qui le mènera jusqu’à la ville de Punta Arenas.
En 1917, il devient président de la Fédération ouvrière du Chili (FOCH), qu’il transforme en centrale syndicale d’envergure nationale. Il exercera la présidence de la FOCH jusqu’en 1921.
En 1918, il voyage en Argentine, où il a participe à la fondation du Parti communiste argentin. De retour au Chili, il participe au troisième congrès du POS, qui décide d’entamer des négociations en vue d’adhérer à la Troisième Internationale.
Il est candidat à l’élection présidentielle de 1920 mais est arrêté et ne peut pas faire campagne. Il obtient un score dérisoire. Malgré cet échec, il est de nouveau élu député d'Antofagasta en 1921. Il s’installe alors à Santiago du Chili, où il fonde le journal La Justicia (« La Justice »).
En janvier 1922, le POS tient son quatrième congrès. Le parti adhère à cette occasion à la Troisième Internationale et devient le Parti communiste du Chili. Luis Emilio Recabarren part ensuite en Union soviétique pour représenter les communistes chiliens au quatrième Congrès du Komintern. Il retourne au Chili en février 1923.
Il se suicide le 19 décembre 1924 à l'âge de 48 ans.

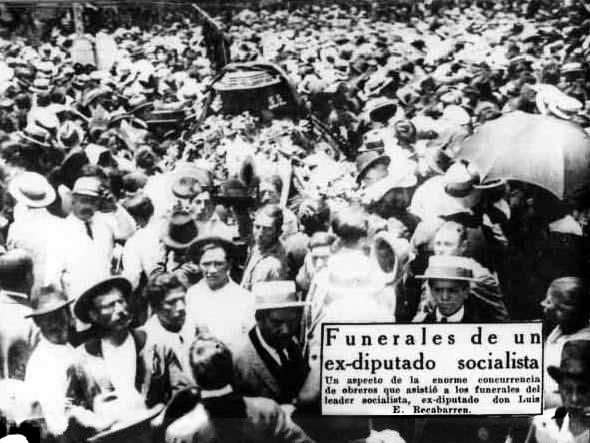
Funérailles de Luis Emilio Recabarren en 1924.

En 1969, le chanteur communiste chilien Víctor Jara écrit une chanson en son hommage, A Luis Emilio Recabbarren, dans son album Pongos en tus manos abiertas. Le titre de l'album lui est dédié.